# دانشگاه ایالتی کنت
دانشگاه ایالتی کنت (به انگلیسی: Kent State University) یک دانشگاه تحقیقاتی دولتی در شهر کنت واقع در ایالت اوهایو آمریکا است که در سال ۱۹۱۰ میلادی نخست به‌عنوان یک دانشگاه تربیت معلم تأسیس شد. دانشگاه ایالتی کنت بیش از ۳۰۰ برنامه تحصیلی را برای دانشجویان ارائه می‌دهد که شامل ۲۵۰ برنامه کارشناسی، ۴۰ رشته دوره کاردانی، ۵۰ رشته دوره کارشناسی ارشد و ۲۳ رشته دوره دکتری می‌باشد. در این میان رشته‌هایی مانند پرستاری، تجارت، تاریخ، علوم کتابداری، روزنامه‌نگاری، طراحی مد، و مکانیک پرواز از اعتبار بالایی برخوردار هستند.
در ۴ مه سال ۱۹۷۰، در جریان تظاهراتی در این دانشگاه ۴ دانشجو کشته و ۹ دانشجو زخمی شدند. این واقعه به کشتار دانشگاه کنت معروف گشت و این دانشگاه را در کانون توجه قرار داد.

## نگارخانه

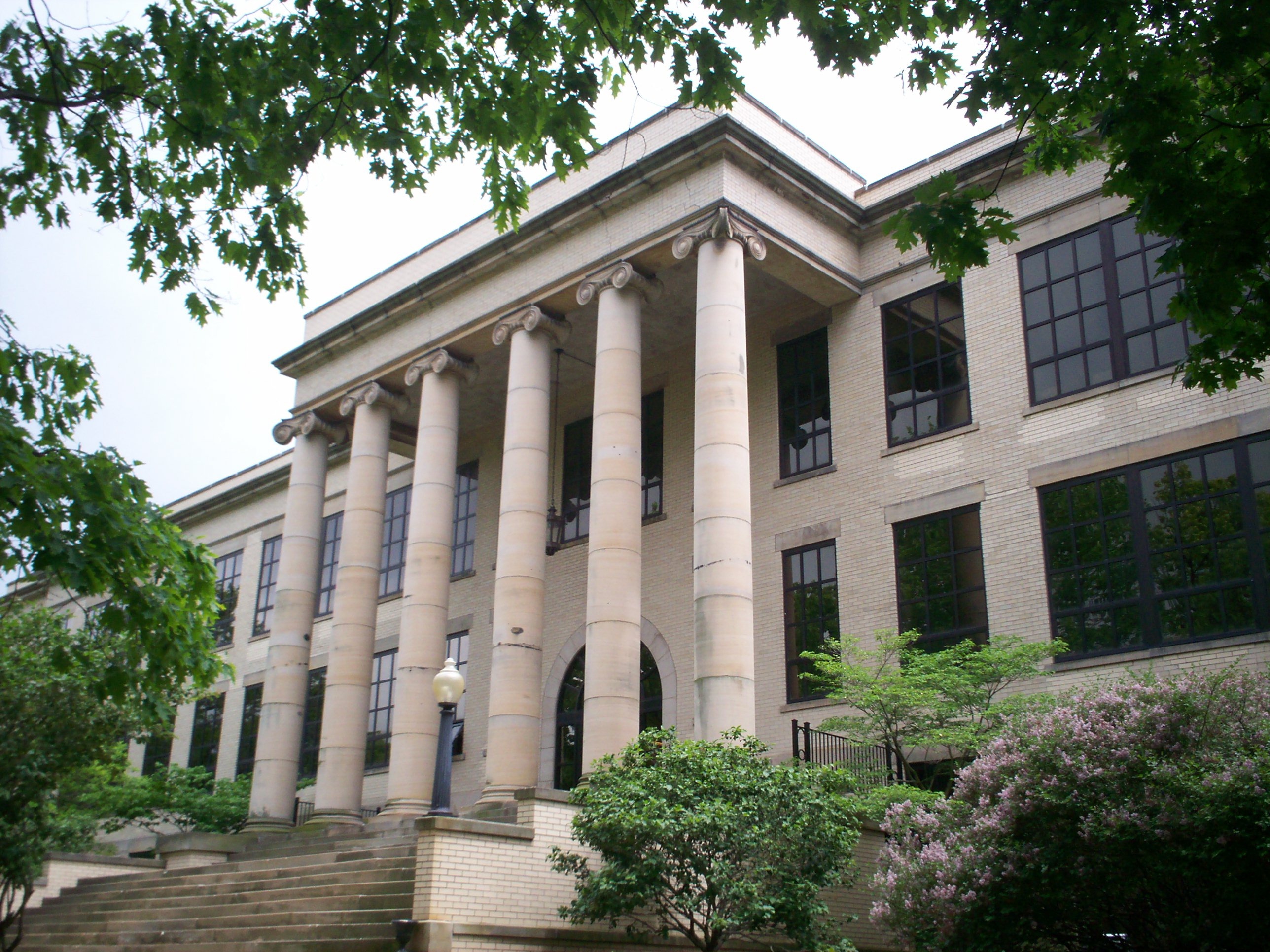
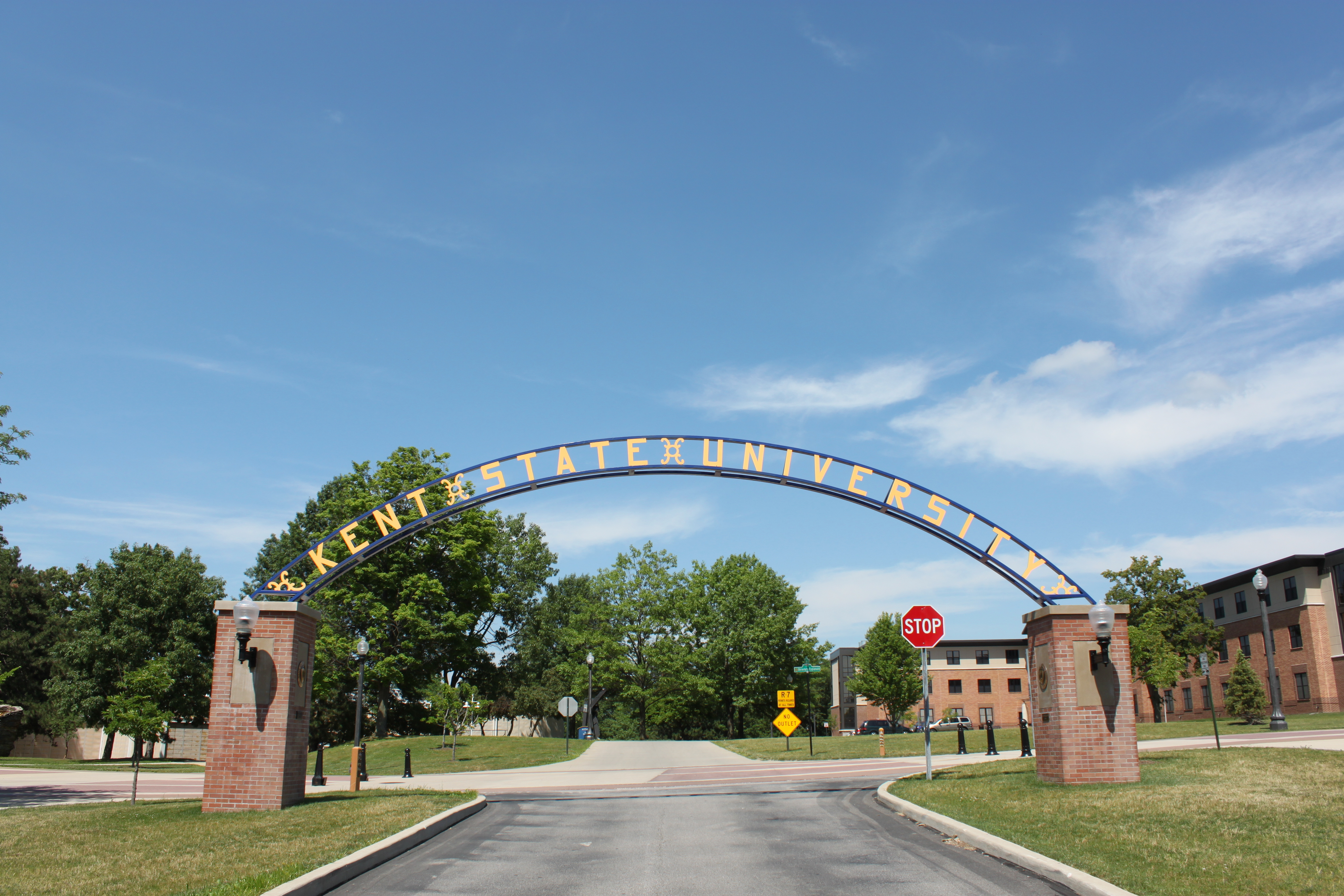
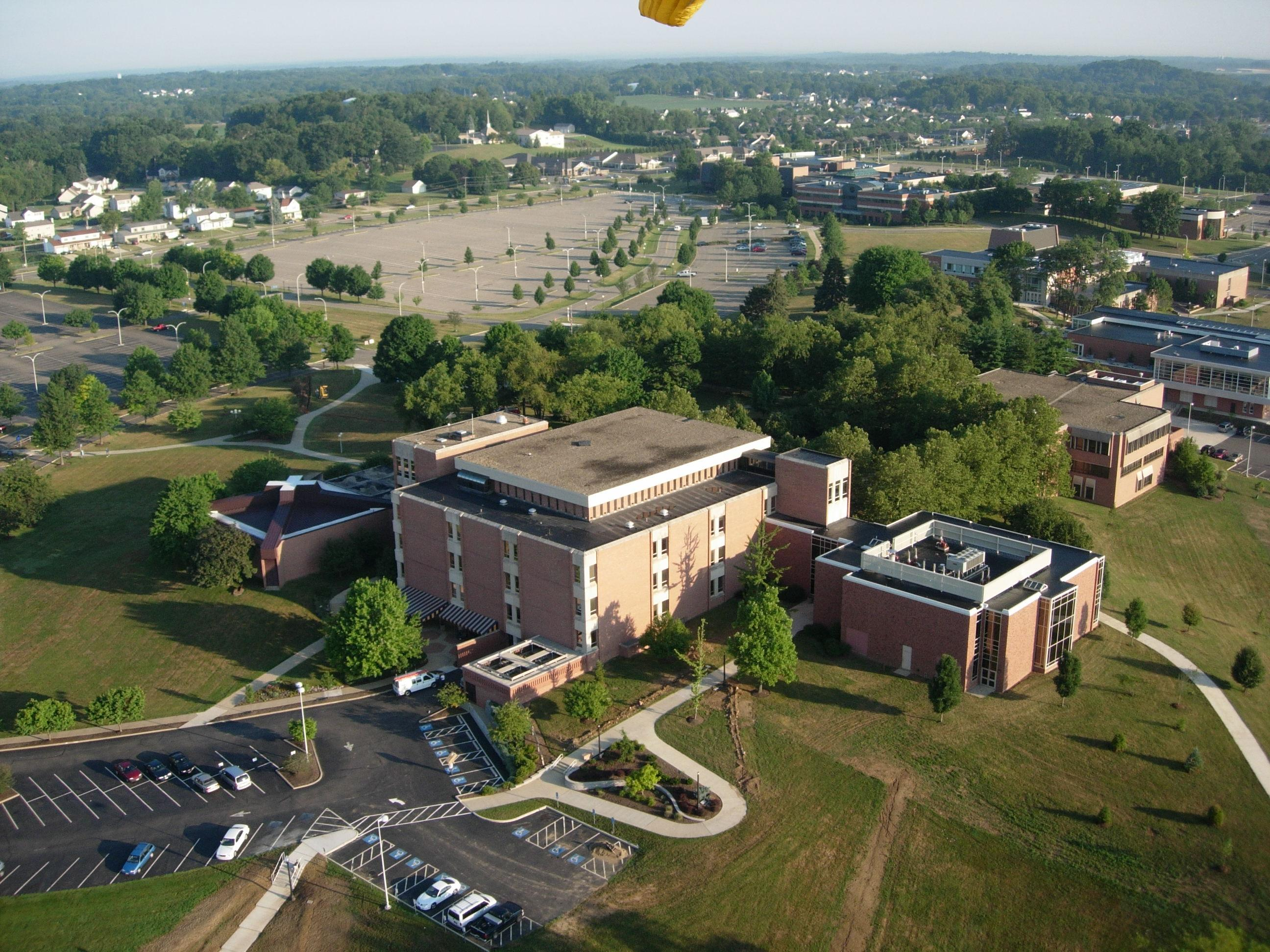
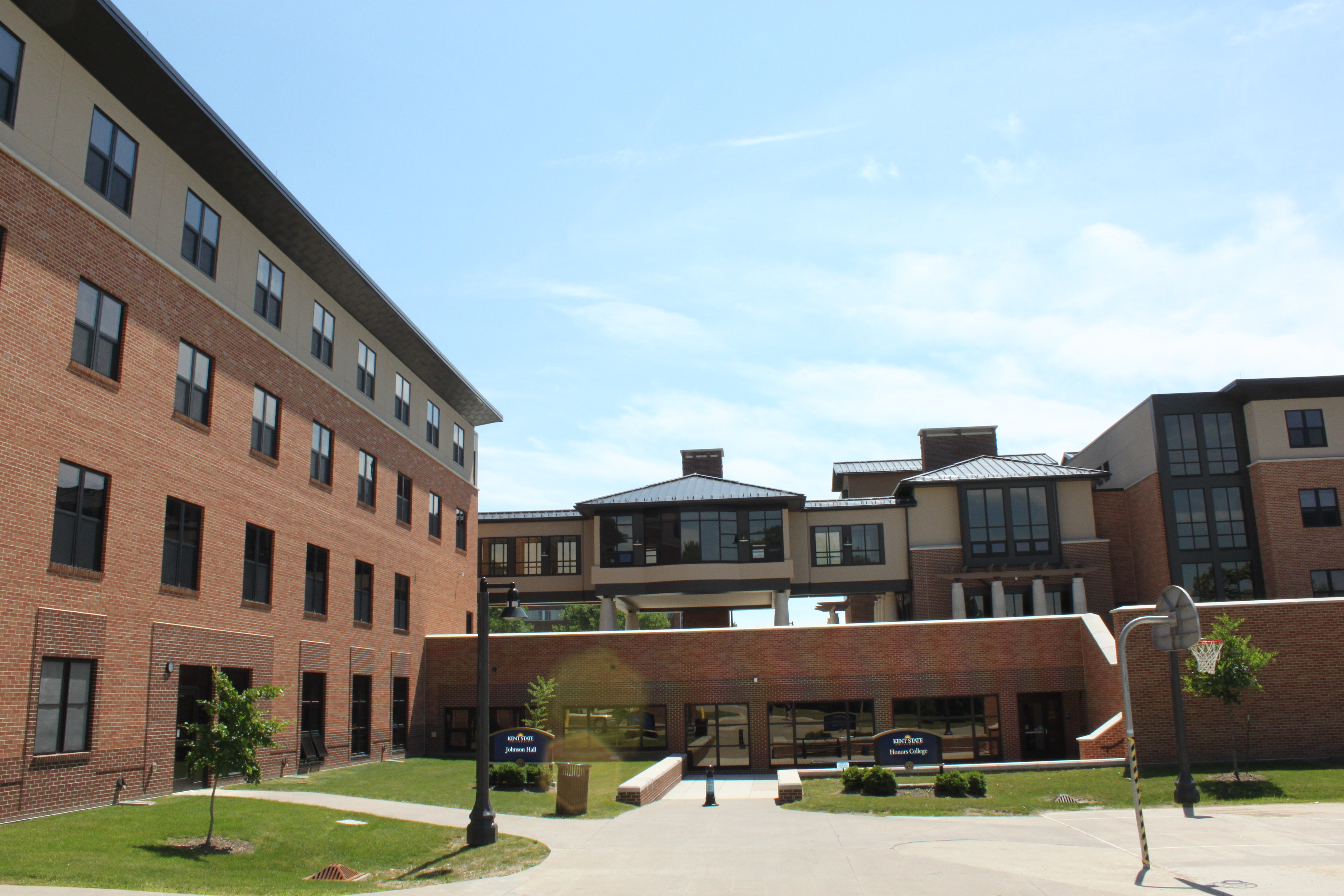
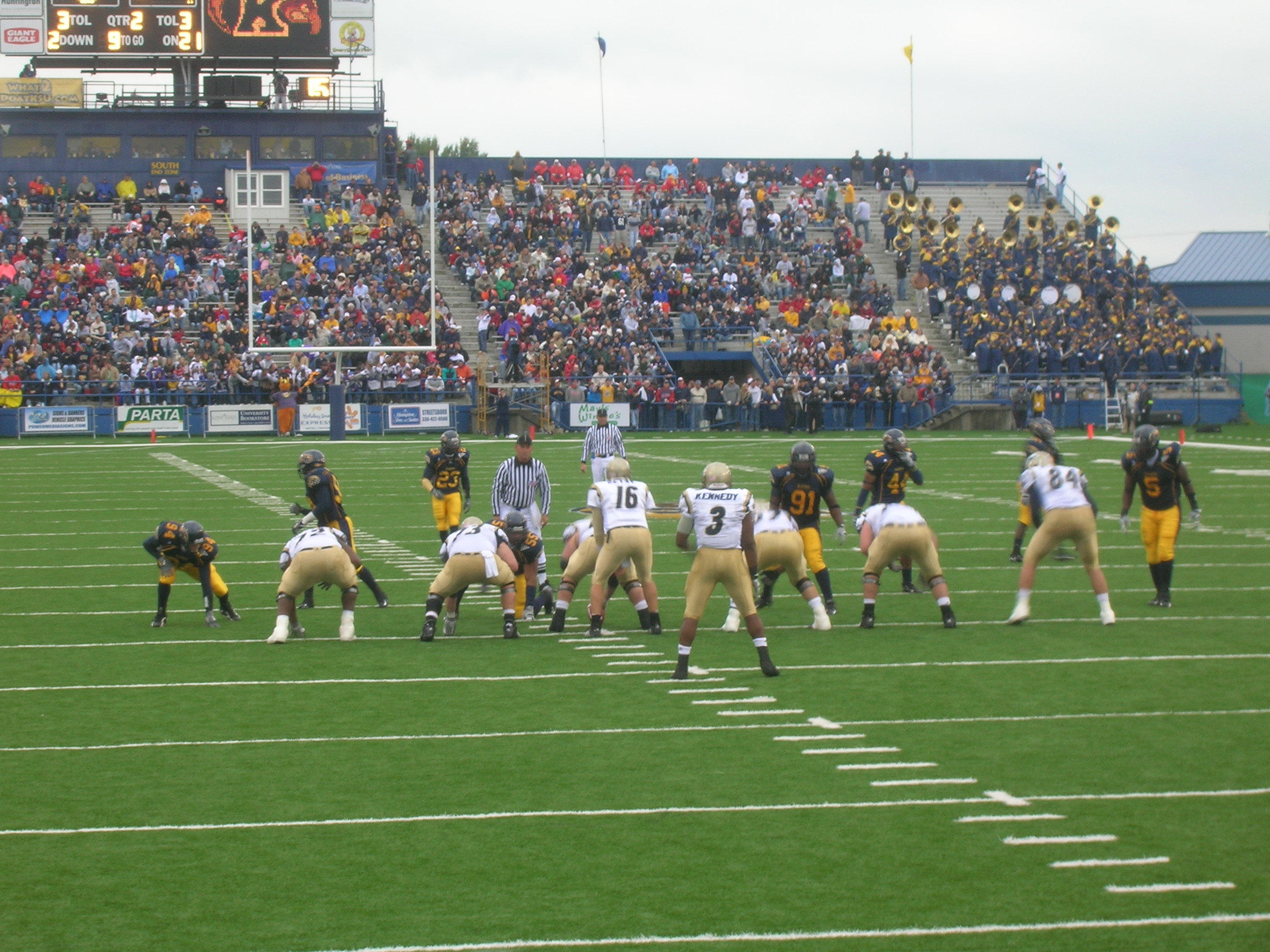
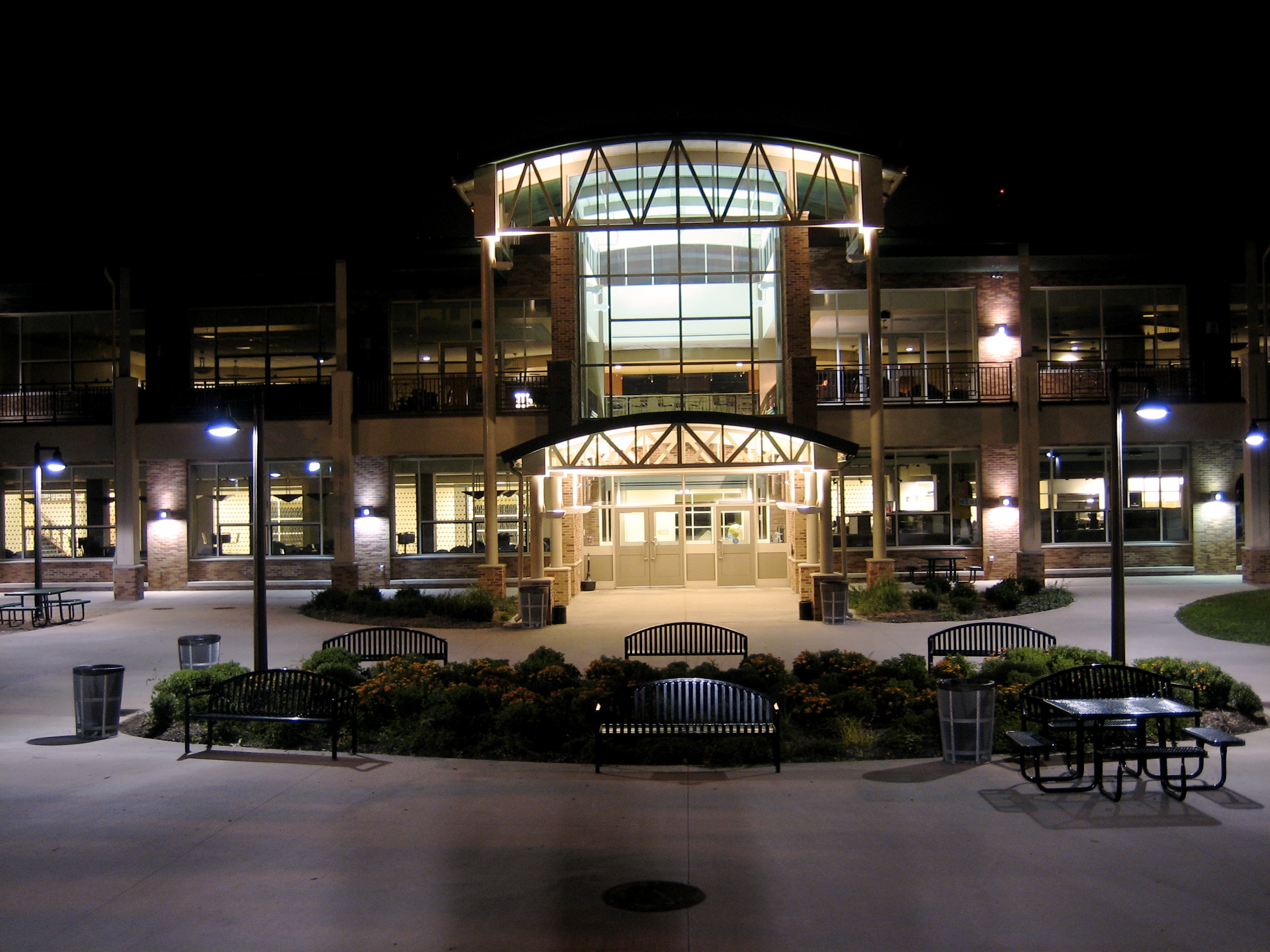
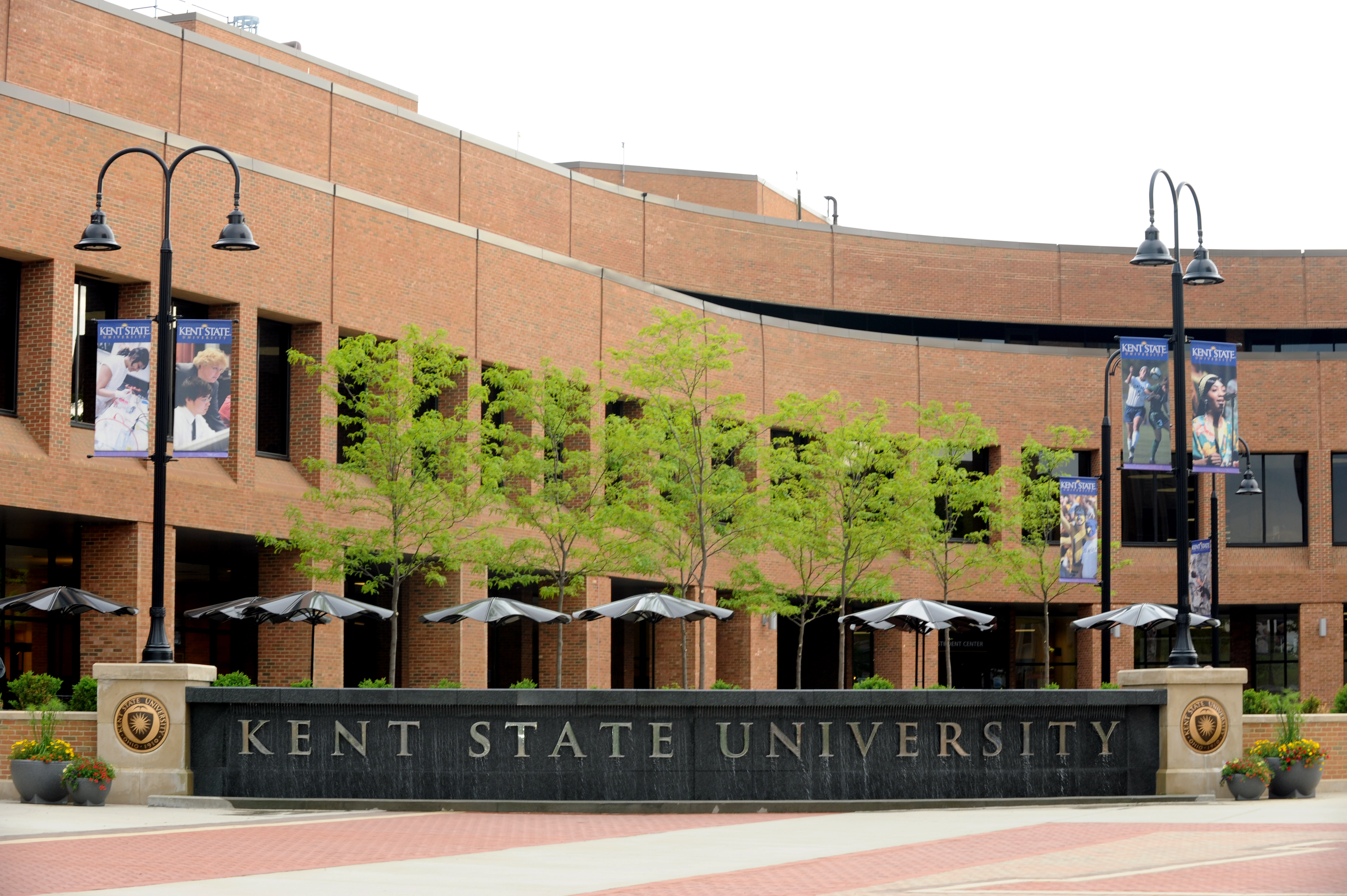

## رتبه‌بندی
| رنکینگ دانشگاهی     | رنکینگ دانشگاهی |
| ملی                 | ملی             |
| ------------------- | --------------- |
| رتبه‌بندی شانگهای    | ۱۳۸–۱۵۵         |
| رتبه‌بندی یو اس نیوز | ۲۱۱             |
| واشینگتن پست        | ۳۱۴             |
| جهانی               |                 |
| رتبه‌بندی شانگهای    | ۵۰۱–۶۰۰         |
| رتبه‌بندی تایمز      | ۶۰۱–۸۰۰         |
| رتبه‌بندی یو اس نیوز | ۵۷۵             |